# امیلیو پورتس ژیل
امیلیو پورتس ژیل (انگلیسی: Emilio Portes Gil; زاده ۳ اکتبر ۱۸۹۰ – درگذشته ۱۰ دسامبر ۱۹۷۸) سیاستمدار، دیپلمات و وکیل اهل مکزیک بود. وی از ۱ دسامبر ۱۹۲۸ تا ۴ فوریه ۱۹۳۰ رئیس‌جمهور مکزیک بود.
پورتس ژیل در ۱۰ دسامبر ۱۹۷۸، در سن ۸۸ سالگی بر اثر ایست قلبی در مکزیکو سیتی درگذشت.